# Oligostomis pardalis
Oligostomis pardalis är en nattsländeart som först beskrevs av Walker 1852.  Oligostomis pardalis ingår i släktet Oligostomis och familjen broknattsländor. Utöver nominatformen finns också underarten O. p. redmani.